# Peritrichia ursula
Peritrichia ursula är en skalbaggsart som beskrevs av Carl Peter Thunberg 1818. Peritrichia ursula ingår i släktet Peritrichia och familjen Melolonthidae. Inga underarter finns listade i Catalogue of Life.